# 广深高速公路
广深高速公路北起於中国广州市黄村立交，与广州环城高速公路相接，南止於深圳市皇岗口岸附近，与深圳皇岗路相接。屬于G4和G15的一部分，從鶴州出入口至火村出入口的路段為G4和G15並線之路段。
行車線設計為双向六線行车，全线设有路灯照明，全长122.8公里，限速为時速120公里，沿线设有广州、火村、萝岗、新塘、麻涌、望牛墩、道滘、石鼓、厚街、新联、太平、五点梅、长安、新桥、黄田、鹤洲、宝安、南头、福田及皇岗20个收费站及互通式立交桥；於南头收费站附近设有同乐检查站；广深高速公路亦是曾经香港直通巴士来往广州、珠江三角洲及广州以北城市必经之路（自廣深沿江高速通車後不少直通巴士已改行廣深沿江高速）。
广深高速公路途經广州和深圳两个千万人口的城市，以及被称为“世界工厂”的东莞，车流量极大，被称为“中国最赚钱的高速公路”，交通堵塞经常发生。因此在廣東省「十一五」規劃中另建 广深沿江高速公路來舒緩交通堵塞问题。还曾因原来的服务区被拆除，百余公里的高速公路没有服务区而惹上官非。
廣深高速公路由香港合和實業子公司合和公路基建有限公司以民間興建營運後轉移模式投資興建，於1994年7月18日試通車，1997年7月1日開始三十年專營權直至2027年。2018年，深圳市投资控股有限公司购买合和公路基建的股权，并成为合和公路基建的母公司。合和公路基建现名深圳投控湾区发展有限公司。
為緩解廣深高速車流密集路段的交通壓力，2010年7月-2011年6月，廣深高速就耗費了約1.8億元擴建太平至五點梅路段，由雙向六車道改為雙向十車道；2011年9月-2012年4月，又投入約1.2億元擴建深圳鶴洲至福永路段，由雙向八車道改為雙向十車道，有效緩解了車流密集路段的交通壓力。2019年4月至9月，投資1.3億元擴建東莞厚街南立交段至新聯立交段，由雙向六車道擴建為雙向十車道，有效緩解南沙大橋、番莞高速通車以來該路段的交通擁堵狀況。
由深圳至廣州外圍、連同延伸至珠海的路段（原屬京珠高速公路）通稱「广深珠高速公路」（現广澳高速公路一部份），是連接珠江口東西岸（包括香港及澳門）最快速陸路通道；虎門大橋通車將深圳至珠海車程距縮短了大約一半。
2020年廣深高速通車已有20餘年，為解決擁堵問題，將從現有的雙向6車道擴建成10-12車道。該工程估算471億元，施工期暫定5年。2023年11月，深高速公告称广深高速将对其部分路段进行扩建，且收费期限可能将延长。
在《国家高速公路网路线命名和编号规则》实施后，广深高速公路仍保留旧有的“广深”的高速公路里程标识。

## 互通枢纽及服务设施

京港澳高速在广东高速路网中的位置

沈海高速在广东高速路网中的位置

| 地区                                                                                         | 里程      | 类型                              | 名称            | 连接                                    | 说明                        |
| 路段                                                                                         | 路段      | 路段                              | 路段            | 路段                                    | 路段                        |
| -------------------------------------------------------------------------------------------- | --------- | --------------------------------- | --------------- | --------------------------------------- | --------------------------- |
| 广州市 天河区                                                                                | 0         | 枢纽                              | 广氮 黄村       | 广州环城高速公路                        |                             |
| 广州市 天河区                                                                                |           | ([10])                            | 大观路          | 大观路                                  | 广州科技城                  |
| 广州市 黄埔区                                                                                | 10.65 km  | (2172[1])                         | 火村            | 广州北二环高速公路 广州东二环高速公路   | 起点                        |
| 并行路段                                                                                     |           |                                   |                 |                                         |                             |
| 广州市 黄埔区                                                                                | 15.30 km  | (2175)                            | 萝岗            | 开创大道                                |                             |
| 广州市 增城区                                                                                | 21.60 km  | (2181)                            | 新塘            | 广深大道西                              |                             |
| 东莞市                                                                                       | 27.38 km  | (2186)                            | 麻涌            | 麻涌大道                                |                             |
| 东莞市                                                                                       | 33.97 km  | (2193)                            | 望牛墩          | 235县道                                 |                             |
| 东莞市                                                                                       | 38.53 km  | (2198)                            | 道滘            | 万江路 西部干道                         |                             |
| 东莞市                                                                                       | 43.80 km  | (2203)                            | 东莞            | 莞太路 东莞大道                         |                             |
| 东莞市                                                                                       | 45.30 km  | 停车场 · 加油设施 · 修车站 · 餐厅 | 厚街服务区      | 厚街服务区                              |                             |
| 东莞市                                                                                       | 48.97 km  | (2208)                            | 厚街            | 厚街大道 湖景大道 环莞快速路            |                             |
| 东莞市                                                                                       |           | 枢纽                              | 厚街南          | 番莞高速公路                            |                             |
| 东莞市                                                                                       | 56.40 km  | (2218)                            | 虎门港          | 虎门港支线                              | 北行                        |
| 并行路段                                                                                     |           |                                   |                 |                                         |                             |
| 东莞市                                                                                       | 60.88 km  | (2221)                            | 太平            | 虎门大桥 百达大道 麒麟西路              |                             |
| 东莞市                                                                                       | 64.80 km  | (2226)                            | 五点梅          | 虎岗高速公路                            |                             |
| 并行路段                                                                                     |           |                                   |                 |                                         |                             |
| 东莞市                                                                                       | 70.73 km  | (2230)                            | 长安            | 358省道 横增路 横安路                   |                             |
| 深圳市 宝安区                                                                                | 78.35km   | (2239)                            | 松岗南          | 深圳外环高速公路                        |                             |
| 深圳市 宝安区                                                                                | 81.18 km  | (2240)                            | 新桥            | 广深公路 东环路 北环路                  | 沙井海上田园                |
| 深圳市 宝安区                                                                                | 82.30 km  | (2244)                            | 沙井            | 南浦路                                  | 南行                        |
| 深圳市 宝安区                                                                                | 88.00 km  | (2250)                            | 福永            | 广深公路 机场道                         |                             |
| 深圳市 宝安区                                                                                | 94.25 km  | (2252)                            | 鹤洲            | 机荷高速公路 深中通道 洲石公路 機場南路 | 深圳宝安国际机场            |
| 路段                                                                                         |           |                                   |                 |                                         |                             |
| 深圳市 宝安区                                                                                | 98.20 km  | (2259)                            | 宝安            | 西乡大道                                |                             |
| 深圳市 南山区                                                                                | 102.90 km | (2263)                            | 同乐            | 洪浪南路                                |                             |
| 深圳市 南山区                                                                                | 103.90 km | (2264)                            | 南头            | 南海大道                                |                             |
| 深圳市 南山区                                                                                | 107.00 km | (2270)                            | 南坪/北环       | 南坪快速路 龙珠八路                     | 南行                        |
| 深圳市 福田区                                                                                | 112.70 km | (2274)                            | 福田（竹子林）  | 深南路 滨海大道                         | 福田站 福田汽车站           |
| 深圳市 福田区                                                                                |           | (2280)                            | 皇岗            | 皇岗                                    |                             |
| 深圳市 福田区                                                                                |           | 出入口                            | 福田口岸        | 福田口岸                                | 福田口岸                    |
| 深圳市 福田区                                                                                | 119.20 km | 出入口                            | 皇岗口岸( 香港) | 皇岗口岸( 香港)                         | 皇岗口岸（出境客车）( 香港) |
| 深圳市 福田区                                                                                | 119.40 km | 出入口                            | 皇岗口岸( 香港) | 皇岗口岸( 香港)                         | 皇岗口岸（出境货车）( 香港) |
| 深圳市 福田区                                                                                | 120       | 枢纽 · 主线出入口                 | 皇岗立交        | 滨河大道 皇岗路                         |                             |
| 1.000 英里 = 1.609 千米；1.000 千米 = 0.621 英里 并行路段 • 已关闭／取消 • 限制进入 • 未开放 |           |                                   |                 |                                         |                             |

注：出口序号一栏里，带有方括号的是以 广佛高速为基准的编号（以火村立交为起点）
其余均为以 京港澳高速为基准的编号（以北京为起点）

## 圖片集
- 深圳竹子林立交段，广深高速深圳（图中横向道路）的一处枢纽，图片下方为深圳福田客运站，深圳跨城公共运输枢纽之一
- 广深高速公路 深圳南頭 - 皇崗段
- 广深高速公路深圳宝安段
- 更換新路標後鶴州出入口的路標（廣州方向）
- 更換新路標後鶴州出入口的路標（深圳方向）

## 外部連結
- 合和公路基建 廣深高速公路